# 8인: 최후의 결사단
《8인: 최후의 결사단》은 2009년 개봉한 홍콩 영화이다.

## KBS 성우진 (2011년 8월 20일)
- 이재용 - 심중양(견자단)
- 양석정 - 아사(사정봉)
- 신성호 - 진소백(양가휘)
- 구자형 - 유욱백(여명)
- 조진숙 - 월여(판빙빙)
- 박상일 - 이옥당(왕학기)
- 김준 - 염효국(후쥔)
- 윤병화 - 방천(임달화)
- 사성웅 - 사밀부(증지위)
- 김정아 - 방홍(리위춘)
- 김대중 - 염부하(쿵 리)
- 이광수 - 왕복명(파특이)
- 박희은 - 아순(주운)
- 남도형 - 이중광(왕백걸)

## 출연
- 장학우 : 양취운 교수 역
- 오윤룡
- 이가흔

## 기타
- 수입:  T&L 엔터테인먼트